# 阿富汗宗教
阿富汗是一個伊斯蘭共和國，穆斯林佔阿富汗人口的 99.7％。大約90％的阿富汗穆斯林是遜尼派穆斯林，剩餘的是什葉派穆斯林。除了穆斯林外，阿富汗也有少數錫克教徒和印度教徒。

## 歷史
一些學者認為瑣羅亞斯德教發源於公元前1800年至公元前800年的阿富汗地區，因為它的創始人瑣羅亞斯德被認為是在阿富含巴爾赫（Balkh）生活和亡故的，當時該地區被稱為阿里安那（Ariana）。 在瑣羅亞斯德教興起的時候，東部波斯語可能已經在該地區使用過。公元前6世紀中葉，阿契美尼斯推翻了米底王國，並將阿拉霍西亞，阿里亞和巴克特里亞納入其王國東部邊界。公元前4世紀塞琉古帝國佔領了該地區，公元前305年，印度的孔雀王朝統治了該地，傳入了佛教，並控制了阿富汗南部地區，直到公元前185年才被推翻。公元7世紀，奧米亞王朝入侵阿富汗，並擊敗波斯薩珊王朝。阿拉伯人選擇從伊朗東北部進入阿富汗，然後再進入赫拉特，在那裡駐紮了大部分的軍隊，然後向阿富汗其他地方前進。阿拉伯人在向阿富汗當地人傳播伊斯蘭教付出了相當大的努力。阿富汗北部許多居民通過奧米亞王朝傳教成了穆斯林，特別是在希沙姆一世和歐麥爾二世統治時期。在穆阿台綏姆統治時期該地區的大多數居民中已成為伊斯蘭教徒，伊斯蘭教迄今為止是阿富汗主要的宗教。在薩曼王朝時期，伊斯蘭教更傳入到中亞地區。公元9世紀時，古蘭經被完整翻譯成波斯語版本。在伊斯蘭傳入阿富汗後，伊斯蘭教領導人在各個時期都對政治領域產生影響，很少有政教分離的世俗時期。1890年代，阿富汗的努里斯坦省被稱為卡菲勒斯坦，其主要居民努里斯坦人信奉伊朗-印度的吠陀宗教而非伊斯蘭教。蘇聯入侵阿富汗時期，支持共產黨的黨派和宗教派人士發生衝突，宗教派人士擔心一旦蘇聯支持的馬克思主義政權在阿富汗上台，阿富汗人民民主黨就會開始減少伊斯蘭教的宗教影響力。對於阿富汗人來說，伊斯蘭教代表了一種潛在的統一象徵體系，清真寺不僅作為禮拜場所，而且還有許多功能，包括為客人提供聚會和交流的場所，社會宗教活動和學校教學的重點。幾乎每個阿富汗人都有在清真寺學校就讀過，對於一些人來說，清真寺教育是他們唯一接受的正規教育。

## 宗教群體

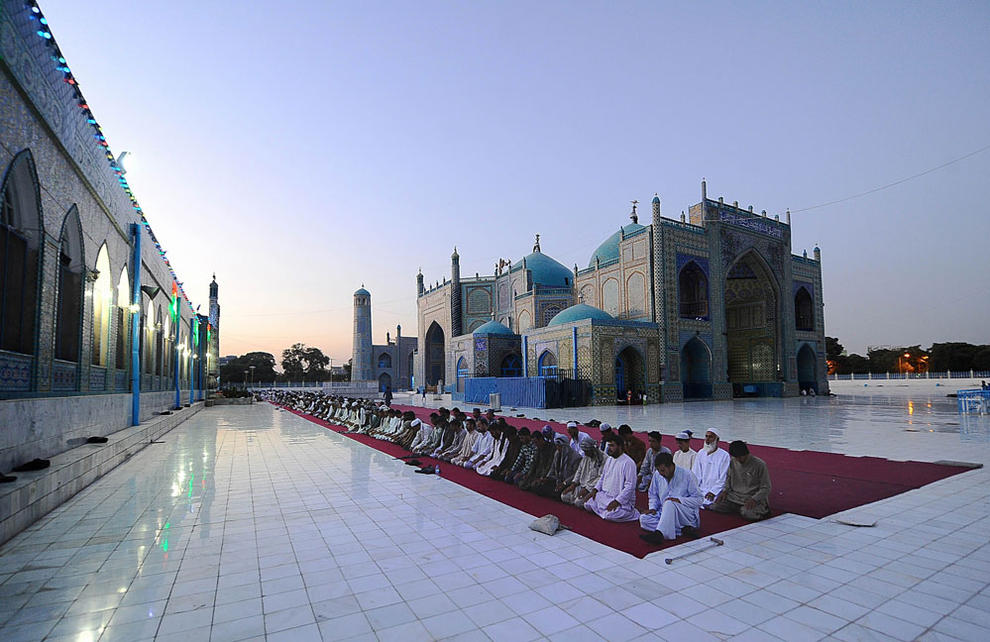
馬扎里沙里夫的藍色清真寺（Shrine of Ali）

| 阿富汗伊斯蘭教 | 阿富汗伊斯蘭教 | 阿富汗伊斯蘭教 | 阿富汗伊斯蘭教 | 阿富汗伊斯蘭教 |
| -------------- | -------------- | -------------- | -------------- | -------------- |
| 宗教           | 宗教           |                | %              | %              |
| 遜尼派         | 遜尼派         |                | 90%            | 90%            |
| 什葉派         | 什葉派         |                | 10%            | 10%            |

阿富汗宗教

### 什葉派伊斯蘭教
什葉派佔約10％的阿富汗穆斯林人口。哈扎拉人信奉什葉派伊斯蘭教中的十二伊瑪目派，一些穆斯林信奉伊斯瑪儀派。阿富汗的奇茲爾巴什傳統上信奉什葉派伊斯蘭教。

### 無教派穆斯林
阿富汗最著名的無教派穆斯林是賈邁勒丁·阿富汗尼。

### 瑣羅亞斯德教
根據“基督教百科全書”，1970年有2000名阿富汗人信奉瑣羅亞斯德教。

### 錫克教徒和印度教徒
阿富汗約有4000名錫克教徒和印度教徒居住在不同的城市，但主要集中在喀布爾、賈拉拉巴德和坎大哈。

### 巴哈伊信仰
巴哈伊信仰於1919年被引入阿富汗，自1880年代以來，就有巴哈伊教徒就生活在阿富汗。目前，阿富汗約有400個巴哈伊教徒。

### 基督宗教
一些未經證實的報告指出，阿富汗有五百至八千名基督徒在國內秘密信奉他們的信仰。2015年的一項研究估計，居住在該國的基督徒中約有3300名是由穆斯林改宗。許多阿富汗國內的亞美尼亞裔基督徒由於經濟原因離開了阿富汗。

### 猶太教
1979年蘇聯入侵阿富汗時，阿富汗境內有一個小的猶太社群逃離了這個國家，在以色列、美國、加拿大和英國有來自阿富汗猶太人社群。

## 参見
- 阿富汗佛教
- 阿富汗印度教
- 阿富汗伊斯蘭教
- 阿富汗無神論（英语：Irreligion in Afghanistan）
- 阿富汗基督教（英语：Christianity in Afghanistan）
- 阿富汗宗教自由（英语：Religious freedom in Afghanistan）